# Callionymus macdonaldi
Callionymus macdonaldi es una especie de peces de la familia Callionymidae en el orden de los Perciformes.

## Distribución geográfica
Se encuentra en Papúa Nueva Guinea y Australia.